# Бурнешть
Бурнешть, Бурнешті (рум. Burnești) — село у повіті Арджеш в Румунії. Входить до складу комуни Скіту-Голешть.
Село розташоване на відстані 118 км на північний захід від Бухареста, 36 км на північ від Пітешть, 132 км на північний схід від Крайови, 71 км на південний захід від Брашова.

## Населення
За даними перепису населення 2002 року у селі проживали 10 осіб, усі — румуни. Усі жителі села рідною мовою назвали румунську.